# Listă de traduceri din limba portugheză în limba română
Aceasta este o listă de traduceri din limba portugheză în limba română publicate de diverse edituri, ordonată alfabetic după autori.
1. Scrisorile portugheze ale Marianei Alcoforado - Cartas portuguesas de Mariana Alcoforado Univers, 1967 - Porumbacu, Veronica (trad. din franceză)
2. Antologia poeziei portugheze - Antologia de poesia portuguesa - Edinter, 1990 - Caragea, Dan
3. Omul Fântânilor și alte povestiri - Universal, 1999 portugheze (Antologie de Literatură Portugheză)
4. Abelaira, Augusto - Bunele intenții - As boas intenções - Edinter, 1992 - Stănciulescu, Mirela
5. Agualusa, José Eduardo - Vânzătorul de trecuturi - Leda, 2009 - Milu-Vaideșegan, Anca
6. Alegre, Manuel - Țara de april - País de Abril - Diamondia (Cluj Napoca) 1995 - Bitan, Ștefan
7. Amado, Jorge - Căpitanii nisipurilor - Capitães da Areia - Logos, 1994 - Banu, Gabriela
8. Amado, Jorge - Căpitanii nisipurilor - Capitães da Areia - Univers, 2011, Bădescu, Laura
9. Amado, Jorge - Tocaia Grande - Univers, 1999 - Milu-Vaidesegan, Anca
10. Amado, Jorge - Prăvălia de miracole - Tenda dos milagres - Univers, 2008 - Bărbulescu, Georgiana
11. Amado, Jorge - Dona Flor și cei doi soți ai ei - Dona Flor e Seus Dois Maridos - Univers, 2012 - Bădescu, Laura
12. Amado, Jorge - Gabriela - Univers, 2012 - Munteanu, Dan
13. Amado, Jorge - Prăvălia de miracole - Univers, 2013 - Bărbulescu, Georgiana
14. Amado, Jorge - Cizme, robă, cămașa de noapte - Univers, 2014 - Bărbulescu, Georgiana
15. Amado, Jorge - Morțile lui Quincas Berro Dágua. Bătrânii marinari - Univers, 2014 - Bărbulescu, Georgiana
16. Assis, Machado de - Dom Casmurro - ALL, 2012 - Simina Popa
17. Assis, Machado de - Memoriile postume ale lui Brás Cubas - Memórias Póstumas de Brás Cubas - Minerva, BPT, 1986 - Roicu Bucșa, Elena
18. Assis, Machado de - Quincas Borba - Minerva, BPT, 1986 - Roicu Bucșa, Elena
19. Assis-Esperança, A. - Servitute - Servidão - Univers, 1963 - Bercescu, Victor
20. Bessa-Luís, Augustina - Sibila - Sibila - Univers, 1987 - Caragea, Mioara
21. Brito, Bernardo de - Istoria tragico-maritimă (2 vol.) - Enciclopedica, 1993 - Ghițescu, Micaela
22. Camões, Luís Vaz de - Lusiada - Os Lusíadas - Univers, 1965 - Covaci, Aurel
23. Camões, Luís Vaz de - Sonete - Sonetos - Univers, 1974 - Radian, H.R.
24. Camões, Luís Vaz de - Lusiada - Os Lusíadas - Minerva, Colectia BPT, 1977 - Covaci, Aurel
25. Cardoso Pires, José - Oaspetele lui Iov - O hóspede de Job - Univers, 1969 - Radian, H.R.
26. Cardoso Pires, José - Delfinul - O Delfim - Univers, 1983 - Radu, Diana
27. Cardoso Pires, José - Plaja câinilor - A balada da praia dos caes - Univers, 1988 - Radu, Ion
28. Carrero, Raimundo - Greutatea umbrei - Sombra Severa - Univers, 2012 - Badescu, Laura
29. Carrero, Raimundo - Inima mea e sora lui Dumnezeu - A Minha Alma é Irmã de Deus - Univers, 2012 - Ailenei, Simona, Badescu, Laura
30. Carrero, Raimundo - Povestea Bernardei Soledade - A História de Bernarda Soledade - Univers, 2013 - Ailenei, Simona
31. Casais Monteiro, Adolfo - “Europa” - 2000
32. Castelo Branco, Camilo - Dragoste și pierzanie - Amor de Perdição - 1927/1991 - Popescu-Telega, Al.
33. Castelo Branco, Camilo - Portretul Ricardinei - O retrato de Ricardina - Univers, 1982 - Ștefănescu, Valeria-Elena
34. Castelo Branco, Camilo - Unde este fericirea? - Onde está a felicidade? - Minerva, 1991 - Ghițescu, Micaela
35. Castelo Branco, Camilo - Un om de onoare - Um homem de brios - Minerva, 1991 - Ghițescu, Micaela
36. Castro, Ferreira de - Padurea virgină - 1944 - Popescu-Telega, Al.
37. Castro, Ferreira de - Oile Domnului - A lã e a neve - ESPLA, 1955 - Botta, Dan
38. Castro, Ferreira de - Emigranții - Emigrantes - Univers, 1982 - Radu, Ion
39. Cavalcanti Filho, José Paulo - Fernando Pessoa (o cvasi autobiograﬁe) - Fernando Pessoa. Uma Quase-autobiograﬁa Eikon, 2015 - Popa, Simina, Nuțu, Corina, Manole, Veronica, Vasile, Iolanda. ediție îngrijităde de Flămând, Dinu
40. Coelho, Paulo - Alchimistul - O Alquimista - Humanitas, 2003 - Banu, Gabriela
41. Couto, Mia - Veranda cu frangipani - A Varanda do Frangipani - ART, 2008 - Caragea, Mioara
42. Couto, Mia - Confesiunile leoaicei - A Confissão da leoa - Polirom, 2017 - Popa, Simina
43. Cuenca, João Paulo - Singurul final fericit pentru o poveste de dragoste e un accident - O único final feliz para uma história de amor é um acidente - Polirom, 2015 - Vasile, Iolanda
44. Dinis, Júlio - Moștenitoarea - A Morgadinha dos Canaviais - Univers, 1983 - Vasilescu, Carmen
45. Drummond de Andrade, Carlos - Mașina lumii și alte poeme - A Máquina do Mundo e outros poemas - Humanitas, 2012 - Flămând, Dinu
46. Enrique, Fernando e Soares, Mário - Lumea în portugheză - Fundația Culturală Română, 2001
47. Espanca, Florbela - Domnița tristeții - Amurg Sentimental, 2013 - Bărbulescu, Georgiana - prefață de António M. Ferro
48. Faria, Almeida - Pasiune - A Paixão - Vivaldi, 2015, Stefanescu, Cristina, Zamfir, Mihai
49. Faria, Almeida - Conchistadorul - O Conquistador - Art, 2008 - Ghițescu, Micaela
50. Ferreira, José Gomes - Miraculoasa aventură - Aventuras mavilhosas de João sem Medo - Univers, 1971 Moraru, Ion
51. Freyre, Gilberto - Stăpâni și sclavi - Casa-Grande & Senzala - Metropol, 2000 - Niculescu, Despina
52. Fuks, Julián - Istorii despre literatură și orbire (Borges, João Cabral și Joyce) - Histórias de literatura e cegueira (Borges, João Cabral e Joyce) - Univers, 2012 - Ferro, Anca
53. Fuego, Andréa del - Frații Malaquias - Os malaquias - Vivaldi, 2014 - Ghițescu, Micaela
54. Galera, Daniel - Mâini de cal - Mãos de cavalo - Vivaldi, 2015 - Ghițescu, Micaela
55. Garrett, Almeida - Călătorie prin țara mea - Viagens na minha terra - Univers, 1979 - Ghițescu, Micaela
56. Gersão, Teolinda - Casa umbrelor - A casa de cabeça de cavalo - Vivaldi, 2004 - Ghițescu, Micaela
57. Guerreiro de Sousa, Américo - Compoziție la viitor. Cronos - Exercício no futuro. Os cornos de Cronos. - Univers, 1988 - Ghițescu, Micaela
58. Herculano, Alexandre - Mascăriciul - O Bobo - Univers, 1976 - Ghițescu, Micaela
59. Jorge, Lídia - Valea pasiunilor - O Vale da Paixão - ART, 2009 - Ghițescu, Micaela
60. Lessa, Origenes - Dona Beralda își caută fiica -  Editura ESPLA, 1957 - Nicolae Filipovici
61. Lessa, Origenes - Pîinea și visul - Editura Tineretului, București, 1961 - Nicolae Filipovici
62. Lispector, Clarice - Aproape de inima vijelioasă a lumii - Perto do Coração Selvagem - Univers, 2014, Munteanu Colan, Dan
63. Lispector, Clarice - Patimile după G.H. - A Paixão Segundo G.H.Univers, 2015, Munteanu Colan, Dan
64. Lispector, Clarice - Apa vie. Ora stelei - Água viva. A Hora da EstrelaUnivers, 2016, Munteanu Colan, Dan
65. Lobo Antunes, António - Arhipelagul insomniei - O Arquipélago da Insónia - Humanitas, 2011 - Ghițescu, Micaela
66. Lobo Antunes, António - Bună seara lucrurilor de pe aici - Boa Tarde às Coisas Aqui em Baixo - Humanitas, 2006 - Ghițescu, Micaela
67. Lobo Antunes, António - Sărutul lui Iuda - Os cus de Judas - Univers, 1994 - Margăritescu, Odette
68. Lobo Antunes, António - Manualul inchizitorilor - Univers, 2000 - Ghițescu, Micaela
69. Lobo Antunes, António - Întoarcerea caravelelor - Humanitas, 2003 - Ghițescu, Micaela
70. Lobo Antunes, António - Cuvânt către crocodili - Exortação aos crocodilos - Humanitas, 2004 - Ghițescu, Micaela
71. Lobo Antunes, António - Ordinea naturală a lucrurilor - A Ordem Natural das Coisas - Humanitas, 2009 - Ghițescu, Micaela
72. Lopes, Baltasar - Chiquinho - Univers, 1981 - Caragea, Mioara
73. Machado, Dinis - Ce spune Molero - O que diz Molero - Univers, 1981 - Ghițescu, Micaela
74. Marques, Helena - Ultimul chei - O Último Caís - Univers, 1997 - Milu-Vaideșegan, Anca
75. McShade, Dennis (Dinis Machado) - Contractul crimei - Requiem para D. Quixote - Edinter, 1991 - Mocanu, Angela
76. McShade, Dennis (Dinis Machado) - Mâna dreaptă a diavolului - Mão direita do diabo - Edinter, 1991 - Mocanu, Pavel
77. Melo, João de - Oameni fericiți printre lacrimi - Gente feliz com lágrimas - Univers, 1997 - Margăritescu, Odette
78. Mendes Pinto, Fernão - Peregrinare - Peregrinação - Univers, 1974 - Ghițescu, Micaela
79. Mourão-Ferreira, David - O Dragoste Fericită - Um amor feliz -  BPT, 1994 - Ploae-Hanganu, Mariana
80. Mussa, Alberto - Mișcarea pendulară - O movimento pendular - Univers, 2012, Bădescu, Laura
81. Mussa, Alberto - Bărbatul din stânga - O senhor do lado esquerdo - Univers, 2013 - Bădescu, Laura
82. Mussa, Alberto - Tronul reginei Jinga - Otrono da Rainha Jinga - Univers, 2013 - Bădescu, Laura
83. Mussa, Alberto - Enigma lui Qaf - O Enigma de Qaf - Univers, 2013 - Bădescu, Laura
84. Mussa, Alberto - Elegbara  - Elegbara - Univers, 2015 - Bădescu, Laura, Ferro, Anca
85. Namora, Fernando - Grâul și neghina - O trigo e o joio - Univers, 1965 - Covaci, Aurel
86. Namora, Fernando - Casa vagabonzilor - Casa de Malta. Minas de San Francisco. - Univers, 1971 - Ghițescu, Micaela
87. Namora, Fernando - Măstile - Os clandestinos - Univers, 1985 - Margăritescu, Odette
88. Namora, Fernando - Fluviul trist - Rio triste - Univers, 1988 - Margăritescu, Odette
89. Olinto, Antonio - Copacabana - Univers, 1993 - Ghițescu, Micaela
90. Olinto, Antonio - Timpul paiațelor - Tempo de Palhaço - Univers, 1994 - Ghițescu, Micaela
91. Oliveira Martins, A.H. de - Istoria Portugaliei - Enciclopedica, 1996
92. Oliveira, Carlos de - Casa de pe colină - Casa da nuna - Univers, 1966 - Benedek, Andrei
93. Paço d'Arcos, Joaquim - Memoriile unei bancnote - Memórias duma nota de banco - Univers, 1974 - Alistar, Dumitru
94. Peixoto, José Luis - Cimitirul de piano - Cemitério de Pianos - Polirom, 2010 - Lima, Clarisa
95. Peixoto, José Luis - Nici o privire - Nenhum Olhar - Polirom, 2009 - Lima, Clarisa
96. Pessoa, Fernando - Bancherul anarhist - EST, 1995 - Ghițescu, Micaela
97. Pessoa, Fernando - Cartea neliniștirii - Fundația Culturală Română
98. Pessoa, Fernando - Cronica vieții care trece - Humanitas, 2004 - Flămând, Dinu; Ghițescu, Micaela
99. Pessoa, Fernando - Ploaie oblică - Obras completas (selecção) - Univers, 1980 - Eminescu, Roxana
100. Pessoa, Fernando - Oda maritimă și alte poeme - Univers, 2002 - Flămând, Dinu
101. Pessoa, Fernando - Cartea neliniștirii, compusã de Bernardo Soares, ajutor de contabil în orașul Lisabona - Humanitas, 2009 - Flămând, Dinu
102. Pessoa, Fernando - Opera poetică - Humanitas, 2012 - Flămând, Dinu
103. Pessoa, Fernando - Terapia eliberării (antologie de texte si fragmente) - Editura Științifică, 2000 - prefață de José Augusto Seabra
104. Pessoa, Fernando - Ultimatum și alte manifeste - Humanitas, 2012 - Flămând, Dinu
105. Pessoa, Fernando - Cronica vieții care trece - Humanitas, 2014 - Flămând, Dinu,  Ghițescu, Micaela
106. Pessoa, Fernando - Quaresma - descifrator: proză polițistă - Humanitas, 2015 - Flămând, Dinu
107. Pessoa, Fernando - Vecin cu Viața. Poezia ortonimă. 1911-1935 - Humanitas, 2017 - Flămând, Dinu
108. Queiróz, Eça de - Crima Părintelui Amaro - O crime do Padre Amaro - Univers, 1967 - Ghițescu, Micaela
109. Queiróz, Eça de - Relicva - A Relíquia - Univers, 1972 - Ghițescu, Micaela
110. Queiróz, Eça de - Familia Maia - Os Maias - Univers, 1978 - Ghițescu, Micaela
111. Queiróz, Eça de - Varul Bazilio (I+II) - O Primo Basílio - Minerva, 1983 - Ghițescu, Micaela
112. Queiróz, Eça de - Orașul și Muntele - A cidade e as serras - Univers, 1987 - Caragea, Mioara
113. Queiróz, Eça de - Defunctul - Universal Dalsi, 1999
114. Ramos, Graciliano - Sao Bernardo - Sao Bernardo - Univers, 1971 - Radian, H. R.
115. Redol, Alves - Fanga - Fanga - Editura de Stat pentru Cultură și Artă, 1952 - Fulda, Emil (trad. din rusă)
116. Ribeiro, Aquilino - Casa mare din Romarigães - A casa grande de Romarigães - Univers, 1974 - Eminescu, Roxana
117. Ruben, A. - Turnul familiei Barbela - A Torre de Barbela - Univers, 1984 - Ghițescu, Micaela
118. Ruben, A. - Singuratate în patru - O outro que era eu. Caranguejo.Silêncio para 4. - Univers, 1990 - Ghițescu, Micaela
119. Sá-Carneiro, Mário de - Mărturisirea lui Lucio - A Confissão de Lúcio - Univers, 2012 - Bărbulescu, Georgiana
120. Salem, Levy, Tatiana - Cheia din smirna A Chave de casa - Meteor Press, 2013 - Mocanu, Pavel
121. Santos, Reynaldo dos - Istoria artei portugheze - História da arte portuguesa - Meridiane, 1976 - Ionescu, Andrei (trad. din spaniolă)
122. dos Santos, José, Rodrigues - Formula lui Dumnezeu - Paralela 45, 2009 - Veronica Manole
123. Saraiva, José António - Istoria literaturii portugheze - História da literatura portuguesa - Univers, 1979 - Vadeanu, Ana
124. Saramago, José - Memorialul de la Mafra - O memorial do convento - Univers, 1988 - Caragea, Mioara
125. Saramago, José - Pluta de piatră - A jangada de pedra - Univers, 1990 - Stănciulescu, Mirela
126. Saramago, José - Toate numele - Todos os nomes - Polirom, 2002, 2011 - Caragea, Mioara
127. Saramago, José - Pluta de piatră, ed a 2-a - A jangada de pedra - Polirom, 2002, 2015 - Stănciulescu, Mirela
128. Saramago, José - Evanghelia dupa Isus Cristos - O evangelho segundo Jesus Cristo - Polirom, 2003, 2012 - Caragea, Mioara
129. Saramago, José - Anul mortii lui Ricardo Reis - O ano da morte de Ricardo Reis - Polirom, 2003
130. Saramago, José - Istoria asediului Lisabonei - História do Cerco de Lisboa - Polirom, 2004, 2014 - Caragea, Mioara
131. Saramago, José - Peștera - A Caverna - Polirom, 2005, 2013 - Caragea, Mioara
132. Saramago, José - Memorialul Mînăstirii - Memorial do Convento' ' - Polirom, 2007, 2017 - Caragea, Mioara
133. Saramago, José - Intermitențele morții - As intermitências da morte - Polirom, 2007, 2013 - Bărbulescu, Georgiana
134. Saramago, José - Eseu despre luciditate - Ensaio sobre a Lucidez - Polirom, 2008, 2014 - Bărbulescu, Georgiana
135. Saramago, José - Eseu despre orbire - Ensaio sobre a Cegueira - Polirom, 2008, 2013 - Caragea, Mioara
136. Saramago, José - Fărâme de memorii - As Pequenas Memórias - Polirom, 2009 - Bărbulescu, Georgiana
137. Saramago, José - Omul duplicat - O Homem Duplicado - Polirom, 2009, 2016 - Bărbulescu, Georgiana
138. Saramago, José - Manual de pictură și caligrafie - Manual de pintura e caligrafia - Polirom, 2010 - Bărbulescu, Georgiana - postfață de Mioara Caragea
139. Saramago, José - Caietul: texte scrise pentru blog - O Caderno - Polirom, 2010 - Popa, Simina
140. Saramago, José - Călătoria elefantului - A Viagem do Elefante - Polirom, 2010, 2014 - Caragea, Mioara
141. Saramago, José - Călătorie prin Portugalia - Viagem a Portugal - Polirom, 2011 - Stănciulescu, Mirela
142. Saramago, José - Cain - Caim - Polirom, 2012, 2017 - Popa, Simina
143. Saramago, José - Ultimul caiet: texte scrise pentru blog - O Caderno 2 - Polirom, 2011 - Popa, Simina - prefață de Umberto Eco, Pilar del Rio
144. Saramago, José - Lucarna - Claraboia - Polirom, 2013 - Popa, Simina
145. Saramago, José - Halebarde, Halebarde - Polirom, 2015 - Popa, Simina, Barbone, Cerasela, Nutu, Corina
146. Saramago, José - Ridicat de la Păamânt - Levantado do chão - Polirom, 2016 - Popa, Simina
147. Saramago, José - De la Statuie la Piatră - DE Estátua à Pedra - Polirom, 2017 - Popa, Simina
148. Seabra, José Augusto - Conspirația zăpezii: poeme - Conspiração da Neve: poemas - Ghițescu, Micaela - prefață de Mihai Zamfir
149. Seabra, José Augusto - Gramatică greacă: poeme - Gramática grega: poemas - Motiv, Cluj-Napoca, 1999 - Bitan, Ștefan
150. Tavares, Gonçalo M. - Ierusalim - Jerusalém - Humanitas, 2008 - Ghițescu, Micaela
151. Tavares, Gonçalo M. - Să înveți să te rogi în era tehnologiei - Aprender a Rezar na Era da Técnica - Vivalid, 2011 - Ghițescu, Micaela
152. Tavares Rodrigues, Urbano - Nesupușii - Os insubmissos. Exílio perturbado. - Univers, 1987 - Ghițescu, Micaela
153. Tavares Rodrigues, Urbano - Filipa în ziua aceea - Filipa nesse dia - Edinter, 1991 - Ghițescu, Micaela
154. Tavares Rodrigues, Urbano - Valul de Caldură - Univers, 1997 - Ghițescu, Micaela
155. Teixeira, José Micard - Printre adevăruri și secrete - Entre muitas verdades e alguns segredos - SMArt, 2023 - Baciuc, Irina
156. Torga, Miguel - Morgado. Povestiri cu animale - Bichos - Albatros, 1973 - Alistar, Dumitru
157. Torga, Miguel - Povestiri montane. Poeme lusitane. - Contos da montanha - Univers, 1990 - Ploae Hanganu, Mariana
158. Verissimo, Erico - Domnul ambasador - O Senhor Embaixador - Vivaldi, 2005 - Ghițescu, Micaela
159. Verissimo, Erico - Incident la Antares - Incidente em Antares - Polirom, 2002 - Ghițescu, Micaela - postfață de Mihai Zamfir
160. Verissimo, Erico - Noapte - Noite - Vivaldi, 2011 - Ghițescu, Micaela
161. Verissimo, Erico - Timpul și vântul, vol. IV: Războiul - O Tempo e o Vento IV: A Guerra - Minerva, BPT, 1994
162. Verissimo, Erico - Timpul și vântul, vol. VI: Chantecler -  O Tempo e o Vento VI: Chantecler - Minerva, BPT, 2001 - Ghițescu, Micaela
163. Verissimo, Erico - Timpul și vântul, vol. VII: Umbra îngerului - O Tempo e o Vento VII: A Sombra do Anjo - Minerva, BPT, 1990 -
164. Verissimo, Luis Fernando - Spionii - Os Espiões - Vivaldi, 2012 - Ghițescu, Micaela
165. Verissimo, Luis Fernando - Opozabilul - O Opositor - Vivaldi, 2013 - Ghițescu, Micaela
166. Verissimo, Luis Fernando - Minciunile bărbaților - As mentiras que os homens contam - Vivaldi, 2017 - Lazăr, Izabel
167. Vieira, José Luandino - Luuanda - Univers, 1982 - Caragea, Dan
168. Zink, Rui - Așteptarea - A Espera - Humanitas, 2010 - Ghițescu, Micaela
169. Zink, Rui - Banca de rezerve - O Suplente - Curtea Veche, 2009 - Milu-Vaidesegan, Anca
170. Zink, Rui - Cititorul din peșteră - O Anibaleitor - Humanitas, 2008 - Ghițescu, Micaela
171. Zink, Rui - Destinația turistică - O Destino Turístico - Humanitas, 2011 - Ghițescu, Micaela
172. Zink, Rui - Instalarea fricii - A instalação do medo - Humanitas, 2015 - Ghițescu, Micaela